# Campeonato de Francia de Rugby 15 1896-97
El Campeonato de Francia de Rugby 15 1896-97 fue la 6.ª edición del Campeonato francés de rugby, la principal competencia del rugby galo.
El campeón del torneo fue el equipo de Stade Français quienes obtuvieron su cuarto campeonato.

## Participantes
- Cosmopolitan Club
- Olympique París
- Racing Club
- Stade Français
- Union Athlétique du Premier
- Union Sportive de l'Est

### Clasificación
| Pos. | Equipo                      | Encuentros | Encuentros | Encuentros | Encuentros | Puntos |
| Pos. | Equipo                      | PJ         | PG         | PE         | PP         | Puntos |
| ---- | --------------------------- | ---------- | ---------- | ---------- | ---------- | ------ |
| 1.º  | Stade Français              | 5          | 5          | 0          | 0          | 10     |
| 2.º  | Olympique París             | 5          | 4          | 0          | 1          | 8      |
| 3.º  | Racing Club                 | 5          | 3          | 0          | 2          | 6      |
| 4.º  | Cosmopolitan Club           | 5          | 1          | 0          | 4          | 2      |
| 5.º  | Union Sportive de l'Est     | 5          | 1          | 0          | 4          | 2      |
| 6.º  | Union Athlétique du Premier | 5          | 1          | 0          | 4          | 2      |

| Bandera de Francia     |
| Campeón Stade Français |
| Cuarto título          |